# 中国—萨尔瓦多关系
中國—薩爾瓦多關係（西班牙語：Relaciones China-El Salvador）是指中国历代政权与萨尔瓦多的双边关系，现指中華人民共和國與萨尔瓦多共和国的外交關係。

## 历史

### 1930年代至二战
1933年6月15日，中华民国政府与危地马拉建立领事级外交关系，由驻危地马拉总领事兼办萨尔瓦多侨务。10月7日，中华民国驻危地马拉总领事馆正式开馆。
1934年5月21日，萨尔瓦多驻日本东京总领事葛伦沙通知满洲国驻日本公使丁士源，该国已在3月3日宣布承认满洲国。萨尔瓦多是继日本之后第二个承认满洲国的国家。消息传开，中国各界一片抗议，中华民国外交部为此致电国际联盟，要求针对萨尔瓦多这一行为予以制裁。该行为违反了国际联盟在1933年2月通过的不承认满洲国的合法性决议和1933年6月发布的《不承认满洲国办法》。1934年6月萨尔瓦多受灾，满洲国皇帝溥仪特别拨出1万元“内帑金”捐助给萨方。萨尔瓦多承认满洲国后一直未派驻外使节，后委托满洲国代聘领事。1940年，满洲国外交部委派王荆山出任萨尔瓦多驻满洲国名誉领事。虽然在1941年12月珍珠港事变后，萨尔瓦多就追随美国对日本宣战，但直到1943年1月，萨尔瓦多才宣布取消对满洲国的承认。
1941年4月9日，中华民国与萨尔瓦多建立公使级外交关系，由驻巴拿马公使兼任驻萨尔瓦多公使。1949年10月1日中华人民共和国成立后，萨尔瓦多继续维持与中华民国政府的外交关系，且于1961年6月1日升格大使級外交關係，直到2018年断交。

### 联合国提议西藏案
1950年11月，中国人民解放军进入西藏后，萨尔瓦多在联合国提议“外国军队进入西藏”案列入大会议程。昌都战役后，当时西藏代表团团长黎吉生要求土丹旦达等人，向联合国致信呼吁。在里查逊修改定稿、译成英文后，决定派遣嘉乐顿珠和夏格巴·旺秋德丹二人去联合国呼吁，请求支持。1950年11月8日，其控诉书交给联合国后，英、美国均未公开出面支持，而指使联合国大会轮值主席、萨尔瓦多代表团团长埃克托·戴维·卡斯特罗在11月15日，建议联合国大会讨论西藏问题，“设立委员会授权研讨联大对此事可以采取的适当步骤”。苏联代表雅科夫·馬利克和中华民国代表均发言反对讨论这个问题，“认为西藏是中国不可分割的一部分”。英国代表则称对实际情况不了解，建议延期讨论。印度代表支持英国的建议；美国代表之后同意搁置，没有举行辩论。

### 1980年代至2010年代
1986年6月以刘绍山为首的贸促会代表团访萨。1986年10月萨尔瓦多地震后，中国红十字会致电慰问并赠款3万美元。1995年5月，中国企业家代表团访萨；9月，萨总统夫人伊丽莎白·德卡尔德隆（Elizabeth Aguirre de Calderón）率团出席在北京举行的联合国第四次世界妇女大会。
2000年6月，中国驻墨西哥大使沈允熬访萨。8月，以萨尔瓦多共和国市政委员会主席、新圣萨尔瓦多市市长奥尔蒂斯为首的萨尔瓦多市长代表团防华。10月，以副总协调员阿玛亚为首的萨尔瓦多马蒂阵线代表团访华。11月，以议会领导委员会秘书长、全国协和党领导成员马丘卡为首的多党议员团访华。2000年联合国大会会议上，萨未作为提案国支持中华民国重返联合国，亦未联署。在2000年联合国人权会上，萨尔瓦多也对中华人民共和国动议投了反对票。2002年5月，法拉本多·马蒂民族解放阵线副总协调员格瓦拉访华。7月，政协外委会副主任委员李北海和秦华孙访萨。2003年7月，马蒂阵线政治委员会成员布兰蒂诺访华。12月，马蒂阵线副总统候选人马塔访华。2004年10月，马蒂阵线总协调员桑切斯访华。12月，中联部工作组出席马蒂阵线第19届全国代表大会。2005年3月，外交学会副会长王珍、中联部拉美局副局长康学同率团访萨。9月，马蒂阵线政治委员会成员弗洛尔应中联部邀请访华。2006年6月，马蒂阵线议员马丁内斯访华。7月，马蒂阵线总协调员冈萨雷斯访华。9月，萨外长莱内斯参加李肇星外长与中美洲外长的集体会晤。12月，侨联副主席李祖沛访萨。2008年5月，以达戈维托为团长的萨尔瓦多议员团一行四人访华。2009年3月，应马蒂阵线邀请，中共中央对外联络部工作组以观察员身份赴萨观察大选。
2011年9月，应中联部邀请，马蒂阵线派员参加中美洲加勒比国家政党干部考察团。2012年6月，中国外交学会副会长黄星原率团访萨。
2017年9月21日，中国与拉共体“四驾马车”成员国外长举行新一轮对话，拉共体时任主席国萨尔瓦多以外长马丁内斯与会。2018年1月21日，萨尔瓦多外长马丁内斯出席在智利圣地亚哥举行的中国—拉共体论坛第二次部长级会议。
两国未建交期间，中华人民共和国对萨尔瓦多相关事务曾由驻墨西哥大使馆兼辖，2007年中国与哥斯达黎加建交后，改为由驻哥斯达黎加大使馆兼辖。

### 与中华人民共和国建交

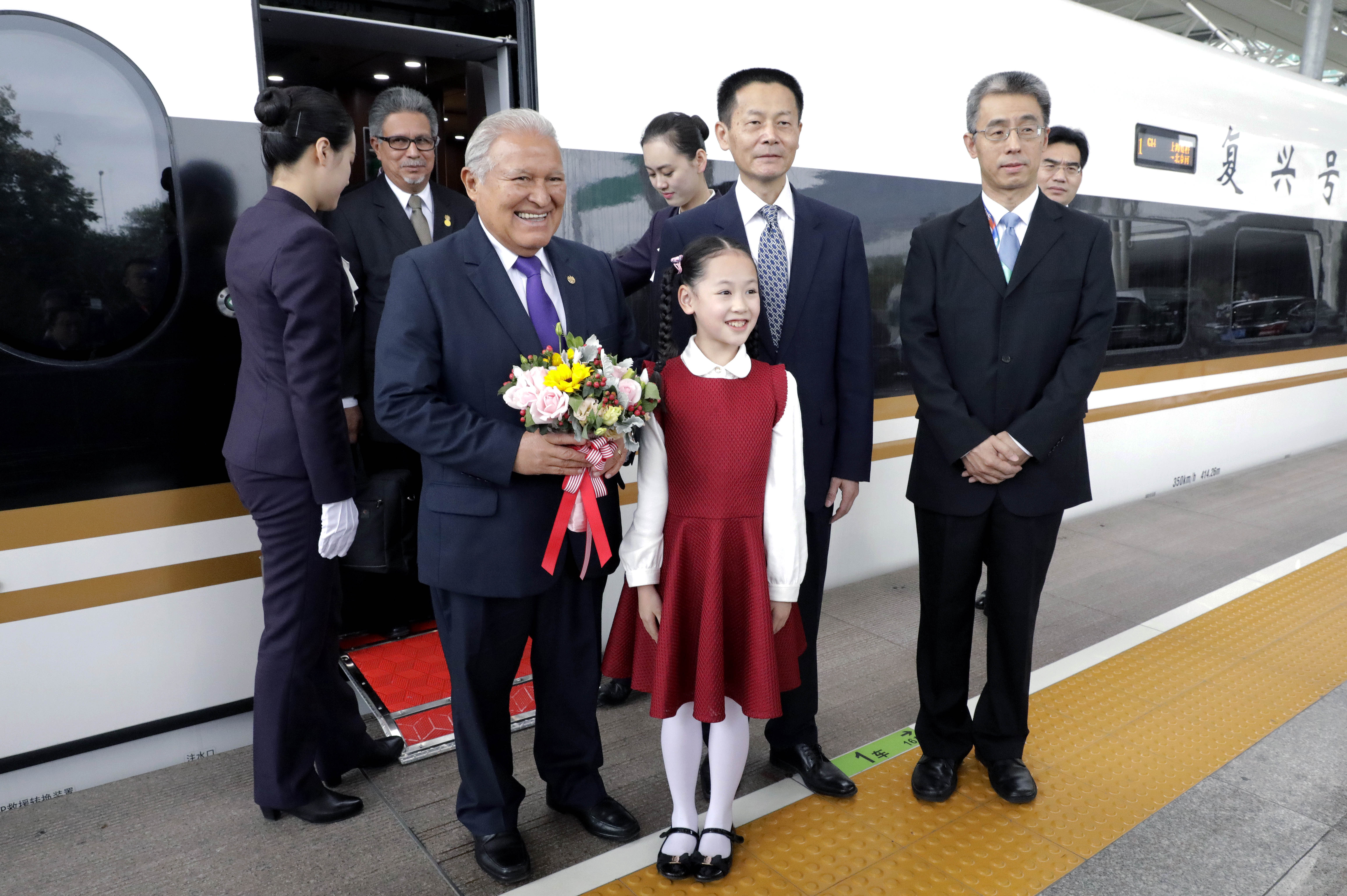
2018年11月，萨尔瓦多总统塞伦访华时乘坐复兴号电力动车组前往上海参加进博会

2018年8月21日，萨尔瓦多与中华民国政府断交。同日，中华人民共和国国务委员兼外交部长王毅在北京同萨尔瓦多外长卡洛斯·阿尔弗雷多·卡斯塔内达（Carlos Alfredo Castaneda）签署《中华人民共和国和萨尔瓦多共和国关于建立外交关系的联合公报》，萨尔瓦多与中华人民共和国互相承认并建立大使级外交关系。
2018年10月31日至11月6日，萨尔瓦多总统萨尔瓦多·桑切斯·塞伦应习近平的邀请对中国进行国事访问，并出席首届中国国际进口博览会开幕式。桑切斯于11月7日向萨尔瓦多媒体表示，他在访华期间与中方领导人就13个合作项目达成共识，中方将向萨尔瓦多提供1.5亿美元的资金援助用于发展社会和科技项目。中国外交部发言人华春莹于11月8日回答记者提问时称，中国为萨尔瓦多提供的援助是从两国友好和南南合作精神出发的，与所谓“金元外交”没有任何关系。
2019年2月3日，萨尔瓦多举行总统选举，纳伊布·布克尔当选。布克尔在参选期间对萨中建交持批评态度，当选后随即表示将在新政府6月1日上任后將重新審視與中國的外交關係。2月13日，布克尔与美国总统国家安全事务助理约翰·博尔顿通电话，据博尔顿称，双方讨论了加强两国友谊并对抗中国在西半球的掠夺性行径的方式。3月14日，中国外交部发言人陆慷在例行记者会就布克尔称中国对萨尔瓦多缺乏尊重，干涉他国民主，寻求不公正贸易做出回应，称“中萨建交成果来之不易，值得双方共同珍惜”。5月23日，參加美國華盛頓智庫「美洲對話」（Inter-American Dialogue）論壇的萨尔瓦多準副總統烏略阿（Felix Ulloa）向台湾媒体表示新政府不排除與台灣恢復邦交關係。
2019年5月31日，即将就任总统的布克尔在圣萨尔瓦多会见了中国政府特使、外交部副部长秦刚，强调萨尔瓦多新政府将致力于继续发展萨中关系，正确处理涉台问题。根据英国路透社6月28日报道，已于6月1日就任总统的布克尔在6月27日的一场商业会议上表示“如今，我们与中国的外交关系已经完整，已然建立”、“我们承认中国在世界上的地位，并以此为基础展开工作”。此番言论被诸多媒体视为是对萨中关系定调，萨国将不会与台湾方面恢复邦交关系。
2019年12月1日，萨尔瓦多总统布克尔对中国进行国事访问。这是时隔1年之后再次有萨国总统訪问中国。双方在会谈之后敲定了《中華人民共和國和薩爾瓦多共和國聯合聲明》。根据声明中的内容，中國將協助萨国興建一座大型體育場館、国家圖書館和淨水工程等基建设施。
2021年3月25日，萨尔瓦多议会召开全会，举行中华人民共和国国旗置旗仪式。中国驻萨大使欧箭虹、萨尔瓦多议长庞塞共同将中国国旗放置在议会蓝厅主席台国旗区永久陈列。

## 經貿關係

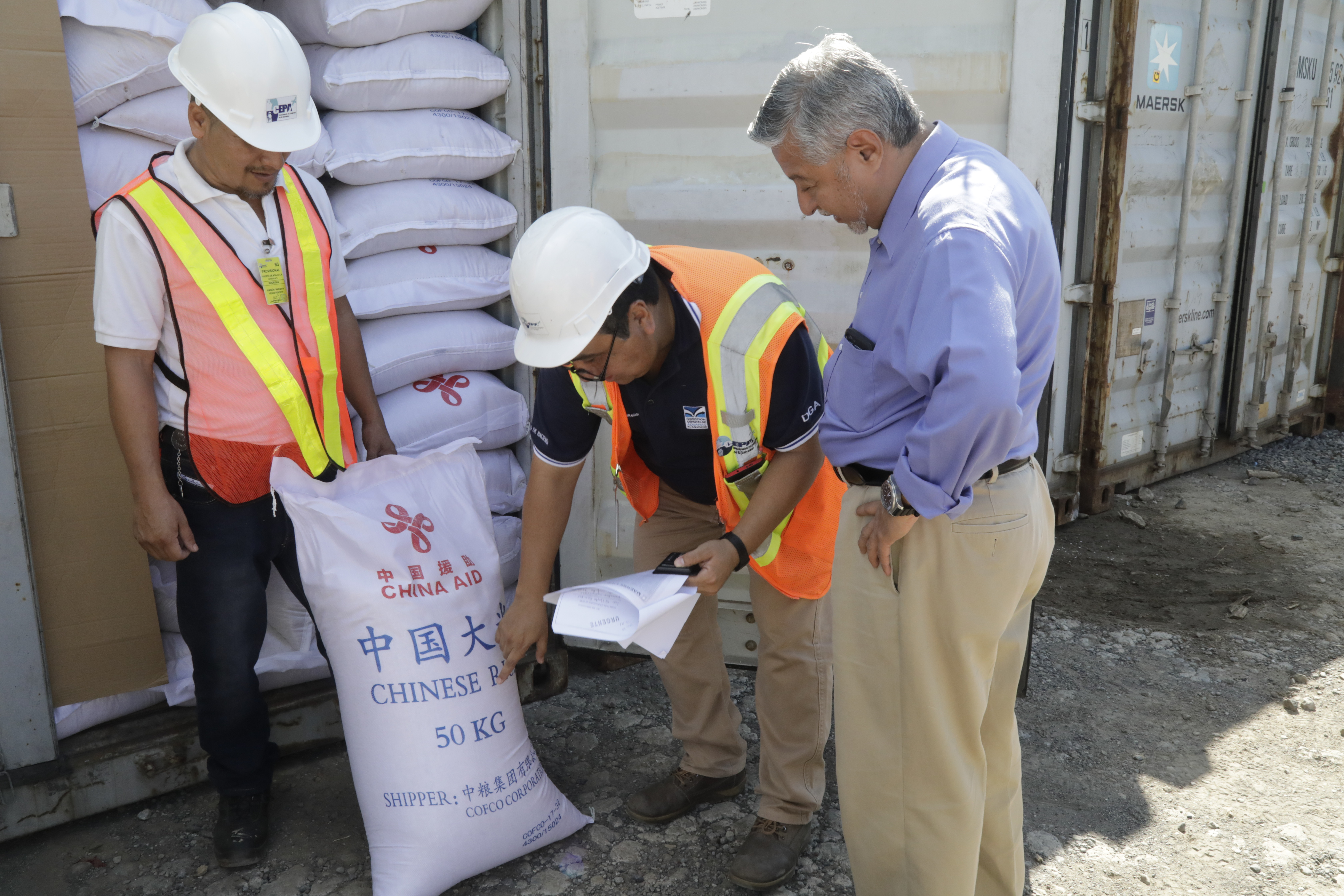
2018年11月由中粮集团出口援助给萨尔瓦多的大米

自2010年开始，由中国国际贸易促进委员会主办，中国国际商会承办的“中华人民共和国贸易展览会”分别于2010年、2012年、2015年和2017年等年份在萨尔瓦多举办。
2001年12月，中华人民共和国加入世贸组织时，萨尔瓦多援引世贸组织相关规定，与中国互不适用《世贸组织协定》。2014年7月1日，萨方撤销对中国的互不适用。2014年11月26日，中国驻世贸组织代表团临时代办朱洪约见萨尔瓦多驻世贸组织大使利马，向其通报中国政府决定自2014年7月2日起对原产于萨尔瓦多的产品适用最惠国税率，并将退还对7月2日后到港货物多征的税款等情况。2014年12月8日，中华人民共和国海关总署正式发布公告。
2015年，萨尔瓦多政府与中华人民共和国政府在世界贸易组织内达成协议，中国给予萨尔瓦多等同于其他世贸组织成员的税收优惠。同年，萨尔瓦多蔗糖企业首次获得法律许可向中国大陆出口蔗糖。
2022年11月，中国商务部表示，近年来中萨贸易合作“取得丰硕成果”，“中国与萨尔瓦多愿尽早启动双边自贸协定谈判相关进程”。
双方建交之前，中华人民共和国驻哥斯达黎加使馆经商参处曾负责推动中国与萨尔瓦多的双边经贸合作。
中国主要向萨尔瓦多出口纺织品、鞋类、车辆、机械设备、化学品等。萨尔瓦多主要向中国出口电力机械、金属矿砂等。
| 年份   | 贸易总额    | 贸易总额 | 中方向萨方出口额 | 中方向萨方出口额 | 萨方向中方出口额 | 萨方向中方出口额 | 备注          |
| ------ | ----------- | -------- | ---------------- | ---------------- | ---------------- | ---------------- | ------------- |
| 年份   | 数额        | 同比变化 | 数额             | 同比变化         | 数额             | 同比变化         | 备注          |
| 2003年 | 1.59亿美元  | ▲18.7%   | 1.57亿美元       | ▲18.8%           | 206万美元        | ▲8.3%            | [ 55 ]        |
| 2007年 | 3.56亿美元  |          | 3.52亿美元       |                  | 473万美元        |                  | [ 19 ]        |
| 2011年 | 4.56亿美元  |          | 4.5亿美元        |                  | 0.06亿美元       |                  | [ 20 ]        |
| 2012年 | 4.97亿美元  | ▲9%      | 4.9亿美元        | ▲9%              | 0.07亿美元       | ▲16.66%          | [ 56 ]        |
| 2013年 | 5.31亿美元  | ▲6.7%    | 5.22亿美元       | ▲6.5%            | 899万美元        | ▲22%             | [ 57 ]        |
| 2014年 | 6.12亿美元  | ▲15.47%  |                  |                  |                  |                  | [ 58 ]        |
| 2015年 | 7.95亿美元  | ▲29.78%  | 7.41亿美元       | ▲23.11%          | 0.54亿美元       | ▲413.45%         | [ 51 ] [ 59 ] |
| 2016年 | 8.18億美元  | ▲2.84%   | 7.72億美元       | ▲4.12%           | 0.46亿美元       | ▼14.82%          |               |
| 2017年 | 8.89亿美元  | ▲8.7%    | 7.73亿美元       | ▲0.1%            | 1.16亿美元       | ▲152.2%          | [ 54 ]        |
| 2018年 | 10.92億美元 | ▲22.8%   | 9.27億美元       | ▲20.03%          | 1.64亿美元       | ▲41.25%          |               |
| 2019年 | 11.15億美元 | ▲2.24%   | 10.01億美元      | ▲7.98%           | 1.13亿美元       | ▼31.09%          |               |
| 2020年 | 11.10億美元 | ▼0.40%   | 9.38億美元       | ▼6.29%           | 1.72亿美元       | ▲51.73%          | [ 60 ]        |

## 旅遊

### 签证
建交前，萨尔瓦多与中国未互设使领馆，赴萨中国公民必须到萨尔瓦多驻第三国使领馆申请萨签证。同样，萨尔瓦多公民赴华签证需要到中华人民共和国驻哥斯达黎加使馆、驻墨西哥使馆等中国驻第三国使领馆申请。
建交後，中国在萨尔瓦多首都圣萨尔瓦多市设立大使馆，负责受理萨尔瓦多公民以及在萨尔瓦多有长期居留的其他国家公民赴华签证。持萨尔瓦多护照者，赴香港短期访问、旅游观光，在港停留不超过30日，免办签证；短期赴中国澳门可在抵达澳门时办理落地签证。

### 航空客运
两地暂无直航班机。
可经由（不計航點遠近，截至2025年8月17日）
- 中国→紐約、洛杉磯、休士頓、舊金山、墨西哥城、多倫多、圣保罗（巴西）再轉機前往薩爾瓦多的國際機場（英语：List of airports in El Salvador）。